# Glenfarg

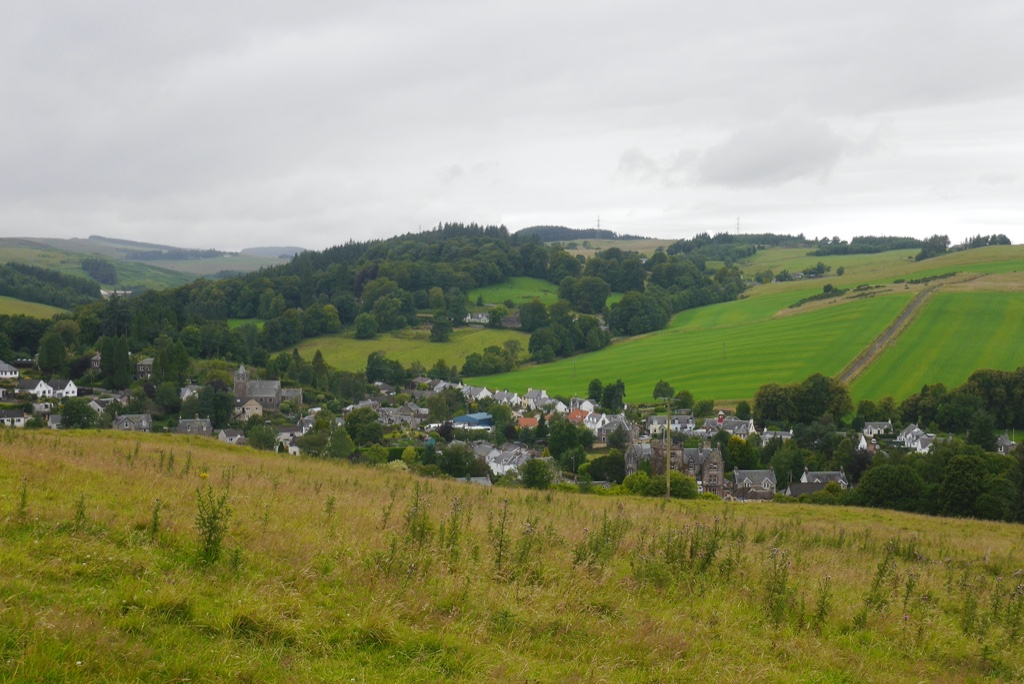
Glenfarg, Blick von oben

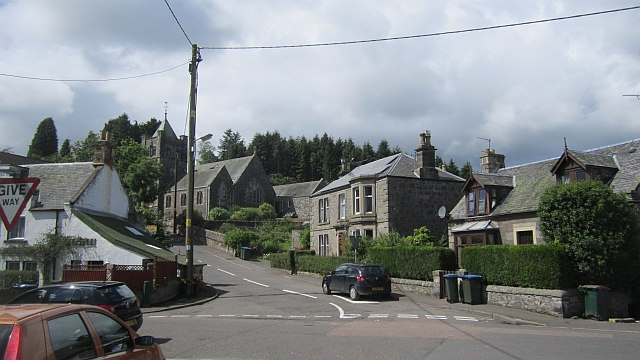
Straßenkreuzung in Glenfarg

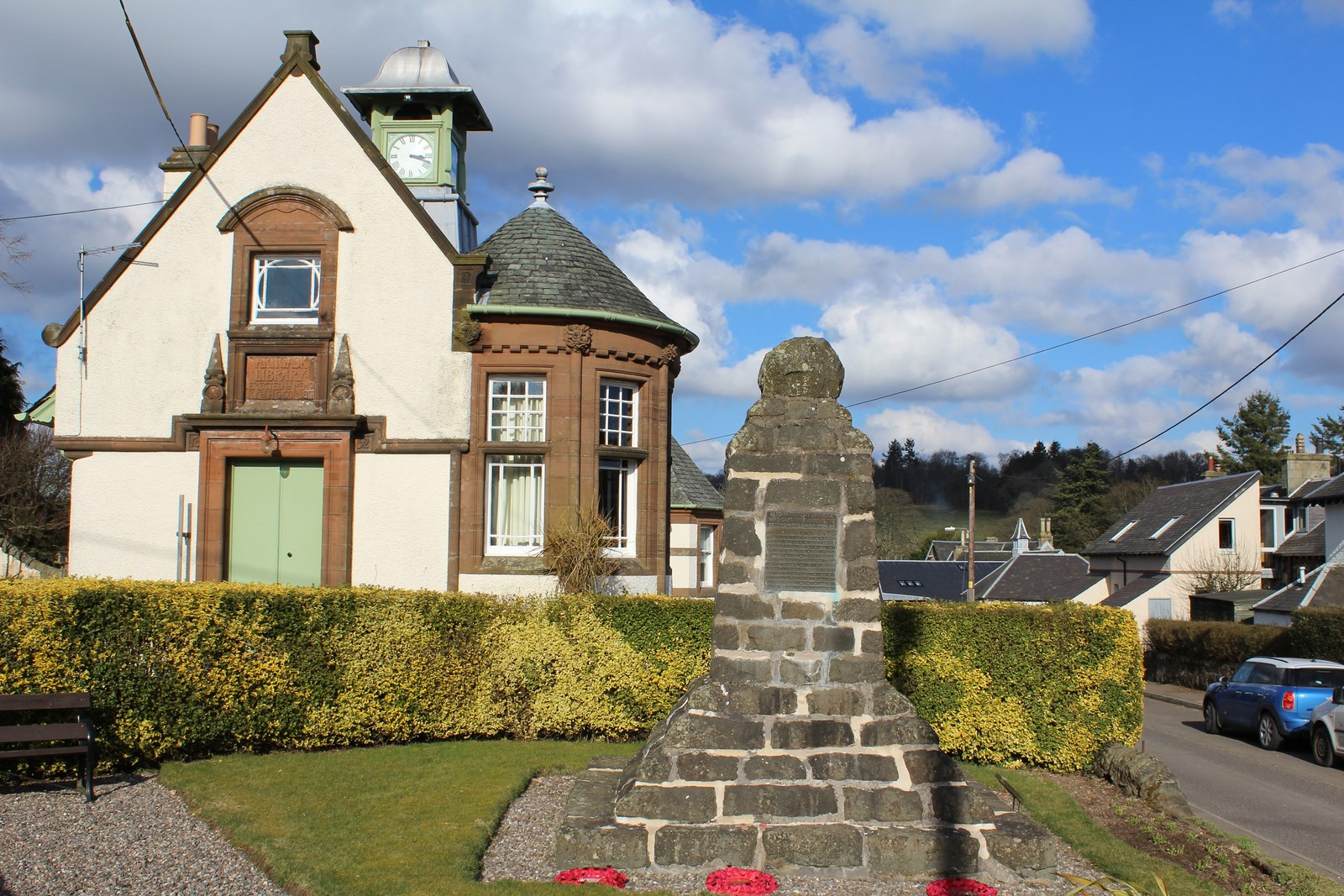
Denkmal und Bibliothek

Glenfarg ist eine Ortschaft, die im Norden von Schottland zwischen Perth im Norden und Edinburgh im Südosten in der Council Area Perth and Kinross liegt. Im Rahmen der historischen Gliederung Schottlands in Civil Parishes bildete es den Hauptort von Arngask, das zu Perthshire gehörte.

## Geographie
Glenfarg liegt in den Ochil Hills im Tal Glen Farg am südlichen, rechten Ufer des Flusses Farg. Östlich des Ortes verläuft die M90.

## Historisches
Es gibt im Ort sechs bauliche Objekte, die als Listed Building in unterschiedlichen Kategorien ausgewiesen sind und daher unter Denkmalschutz stehen. Es sind:
- die Kirche Arngask Parish Church[1] sowie ihr ehemaliges Pfarrhaus[2]
- das Gebäude der Bibliothek Arngask Library[3]
- die Brücke Glenfarg Old Bridge[4]
- das in der Main Street stehende Old Toll Cottage[5]
- das nördlich der Brücke stehende Bridge House[6]